# Ślimak karpacki
Ślimak karpacki (Perforatella vicinus) – gatunek ślimaka lądowego trzonkoocznego z rodziny Hygromiidae, wcześniej zaliczany do ślimakowatych (Helicidae).

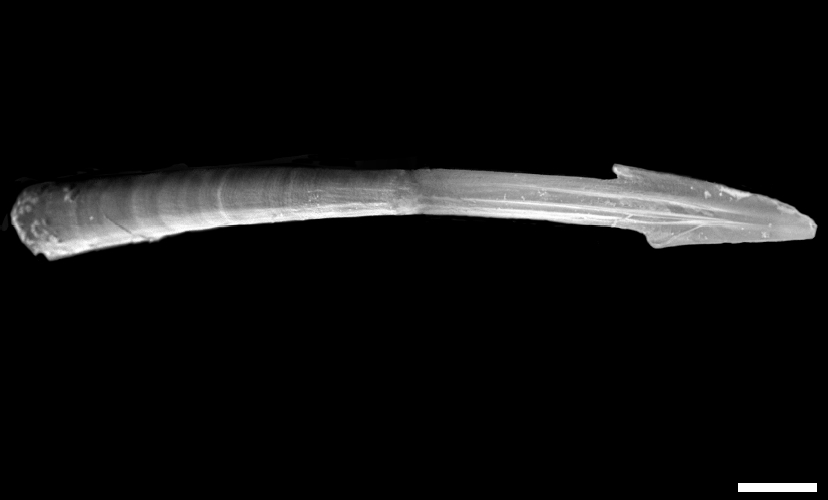
Strzałka miłosna

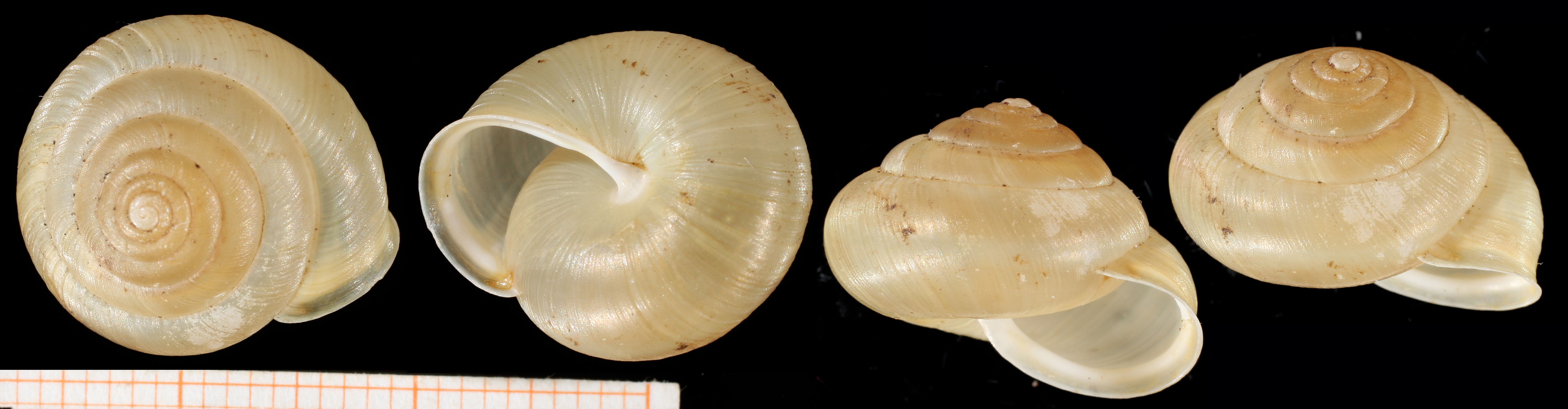
Muszle

## Systematyka
Gatunek opisany przez Rossmässlera w 1842 roku jako Helix vicina. Później był zaliczany do rodzaju Monachoides lub Perforatella. W 2024 roku w oparciu o badania filogenetyczne i morfologiczne rodzaj Monachoides został zsynonimizowany z Perforatella. W literaturze polskojęzycznej gatunek funkcjonuje pod nazwą: ślimak karpacki.

## Cechy morfologiczne
Muszla o kulistym kształcie, wysokości od 8,5–11,5 mm i średnicy 12–15,5 mm. Zbudowana z 6–6,5 stożkowych skrętów ułożonych prawoskrętnie, grubościenna, barwy żółtawej lub rogowej, często na ostatnim skręcie występuje jasny pasek. Każde zgrubienie ma postać małych żeber ułożonych promieniowo. Powierzchnia błyszcząca, z regularną siatkową mikrostrukturą w formie łuseczek, wyraźnie większych niż występujące u ślimaka czerwonawego. Otwór muszli o kształcie zbliżonym do owalnego. Dołek osiowy zakryty zwykle w całości przez fałd wargi ujścia, ubarwienie wargi zazwyczaj białawe. Ciało ślimaka żółtawe z czarnymi plamami płaszcza, które prześwitują przez częściowo przezroczystą muszlę.

## Zasięg występowania
Gatunek górski o zasięgu karpackim, występuje na obszarze wzdłuż łuku Karpat i ich pogórzy od Polski przez Ukrainę i Rumunię do Serbii. Spotykany wyspowo w środkowej Bawarii, na Podolu, Słowacji, Czechach, oraz na izolowanych stanowiskach na Węgrzech i w Niemczech. 
W Polsce, poza Karpatami, Sudetami i ich przedgórzem, występuje rzadko na Wzgórzach Trzebnickich, Wyżynie Krakowsko-Częstochowskiej, Roztoczu, Wyżynie Lubelskiej, Kotlinie Sandomierskiej i Górach Świętokrzyskich.

## Biologia i ekologia

### Zajmowane siedliska
Gatunek leśny, zasiedla górskie lasy liściaste i zarośla, przeważnie powyżej 700 metrów nad poziomem morza. Spotykany w wilgotnych miejscach, w obniżeniach gruntu, wąwozach, często w sąsiedztwie strumieni. Zwykle kryją się w ściółce, pod próchniejącymi pniami drzew. Z ukrycia wychodzą w czasie deszczu. Często wspinają się na rośliny zielne. Ekologiczna przestrzeń ślimaka karpackiego jest dość wąska, związana z lasami o pierwotnym charakterze, z dużą ilością martwego drewna.

### Rozmnażanie
Gatunek jajorodny. Ślimaki są obojnakami, potrzebują drugiego osobnika tego samego gatunku, aby doszło do wymiany spermy i złożenia jaj. Osobniki składają jaja w pakietach. Każdy osobnik hermafrodyta, ma zarówno żeńskie i męskie organy płciowe. Zapłodnienie krzyżowe dokonuje się podczas gry miłosnej z użyciem tzw. strzałki miłosnej.

## Zagrożenia i ochrona
Gatunek nie jest zagrożony, ponieważ jest rozprzestrzeniony, ma status gatunku najmniejszej troski. Zagrożenie stanowi degradacja siedlisk powodowana wylesianiem.